# Waldbrunn, Bayern
Waldbrunn là một đô thị trong huyện Würzburg bang Bayern, Đức.